# Suzette O'Nil

Dranem, su esposo, en 1895

Suzette O'Nil (14 de enero de 1895 – 12 de abril de 1967) fue una cantante y actriz de nacionalidad francesa. 

## Biografía
Nacida en Lille, Francia, su verdadero nombre era Suzanne Pauline Albertine Waroquiez, procediendo su nombre artístico O'Nil (u O'Neill) de Florence O'Neill, padre de su hijo, Francis.
En 1923 conoció al cantante y actor Dranem, 26 años mayor que ella, con el que se casó el 20 de mayo de 1927. Dranem adoptó al hijo de Suzette, Francis Florence O'Neill, nacido el 14 de febrero de 1921. La pareja permaneció unida hasta la muerte de él, ocurrida en 1935. 
O’Nil hizo pequeños papeles en la casi totalidad de las operetas o películas interpretadas por Dranem entre 1923 y 1931.
Suzette O'Nil falleció en París, Francia, en 1967. Fue enterrada junto a su marido en la casa de retiro fundada por él en Ris-Orangis. 

## Operetas
- Là-Haut (1923)
- La Dame en décolleté (1923)
- Troublez-moi (1924)
- PLM (1925)
- Le diable à Paris (1927)
- Vive Leroy ! (1929)
- Louis XIV (1929)
- Bégonia (1930)

## Discografía
- C'est bête de faire ça ! (en dúo con Alfred Pasquali, 1927)
- La Parade (en dúo con Dranem, extracto de la opereta Encore cinquante centimes, 1932)

## Filmografía
- 1933 : Les Deux canards, de Erich Schmidt
- 1933 : Ah! Quelle gare !, de René Guissart
- 1932 : Monsieur Albert, de Karl Anton
- 1932 : Le Roi du Palace Hôtel, de Carmine Gallone
- 1932 : Il est charmant, de Louis Mercanton
- 1929 : J'ai l'noir ou le Suicide de Dranem, de Max de Rieux